# Closterocerus westwoodi
Closterocerus westwoodi är en stekelart som beskrevs av Girault 1915. Closterocerus westwoodi ingår i släktet Closterocerus och familjen finglanssteklar. Inga underarter finns listade i Catalogue of Life.